# Рубіліт

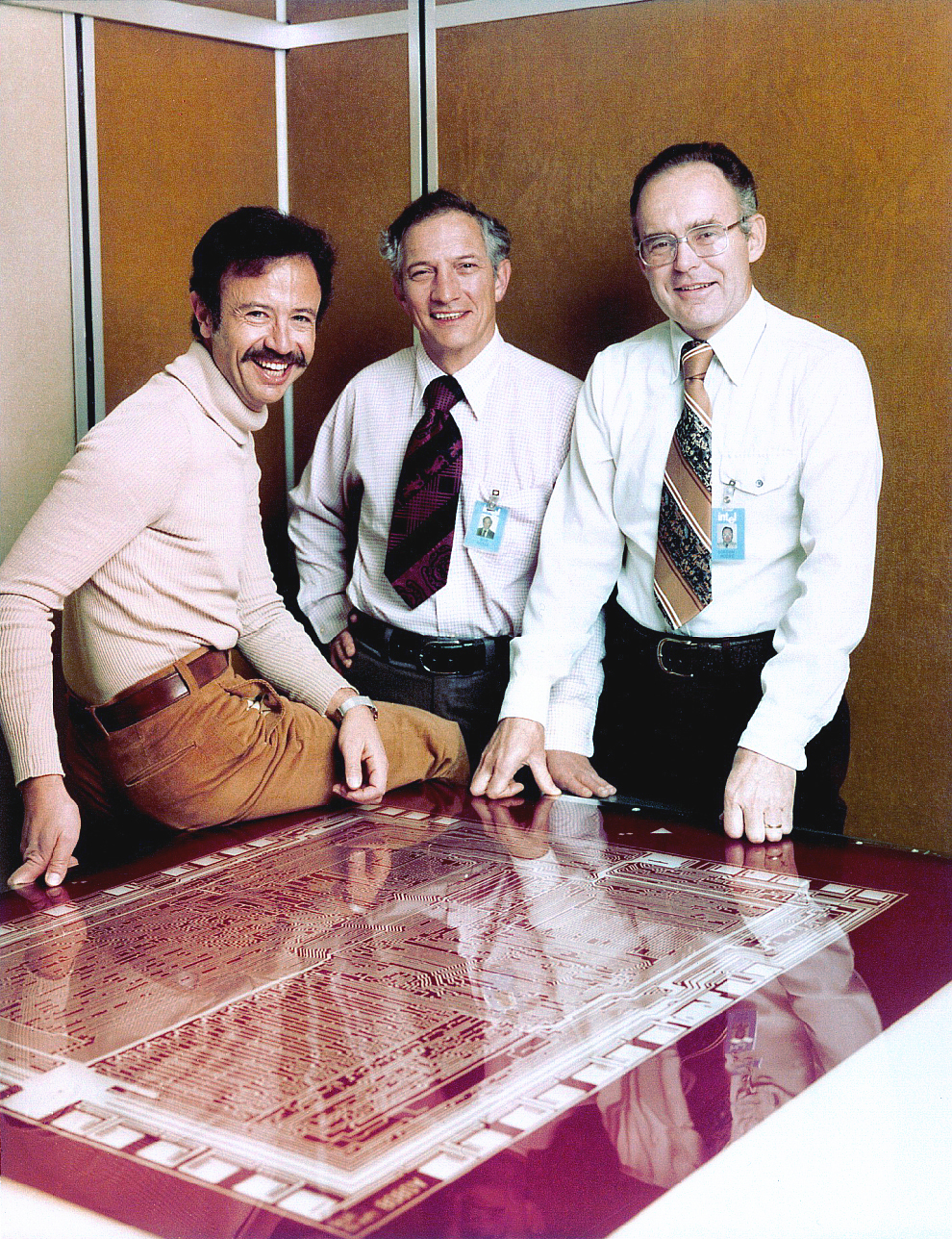
Засновники Intel Inc. (Енді Гроув, Роберт Нойс і Гордон Мур) стоять біля Rubylith з вирізом для мікропроцесора Intel 8080A, 1978 рік.

Rubylith — це марка маскувальної плівки, винайдена та торгова марка Ulano Corporation . Сьогодні бренд настільки узагальнився, що став синонімом усіх кольорових маскувальних плівок.
Rubylith складається з двох плівок, закріплених разом. Нижній шар — це прозора підкладка з поліестеру ; верхній шар — це напівпрозорий лист червоного (рубінового) кольору. Верхній шар можна розрізати і відшарувати від нижнього. Колір верхнього шару безпечний для ортохроматичних плівок (які чутливі до синього та зеленого світла, але нечутливі до червоного).
Рубіліт використовується в багатьох областях графічного дизайну, як правило, для виготовлення масок для різних технік друку. Наприклад, його часто використовують для маскування ділянок дизайну під час використання фоторезисту для виготовлення друкованих форм для офсетної літографії чи глибокого друку. Його також часто використовують під час трафаретного друку.
Ulano також виготовив маскувальну плівку жовтого (бурштинового) кольору під назвою Amberlith, яка була безпечною для світла лише для чутливих до синього кольору емульсій. Вони припинили виробництво наприкінці 2007 року.

## Виробництво НВІС

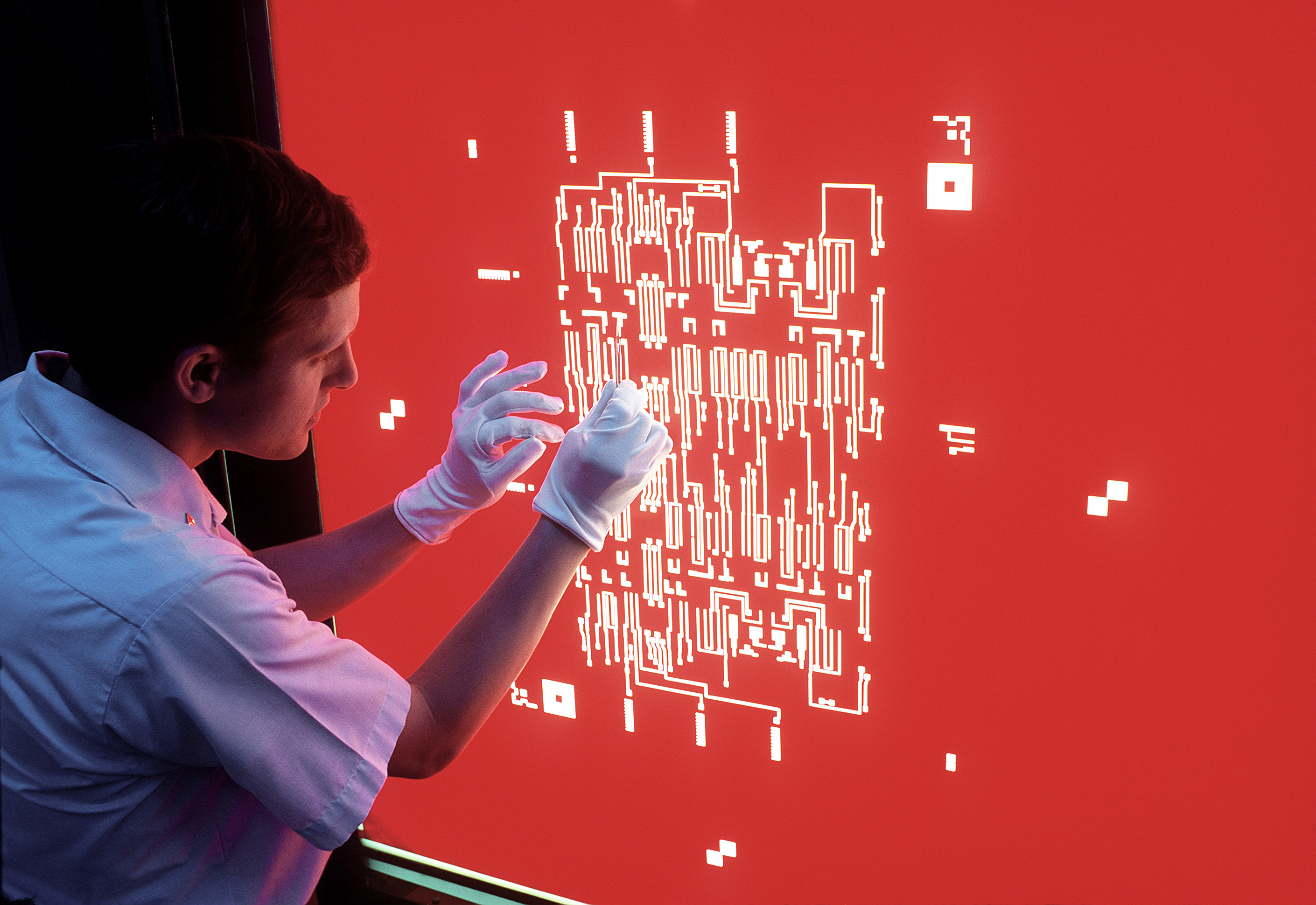
Технік виправляє дрібні деталі зображення схеми на великому Rubylith. Зображення буде скопійовано, мініатюризовано та використано для виготовлення комп'ютерних мікросхем.

Рубіліт використовувався на початку виробництва напівпровідників та інтегральних схем як трафарети для виготовлення фотошаблонів (сіток). Фізичні схеми перших поколінь мікропроцесорів Intel були вперше намальовані від руки на міліметровому папері. Потім технік використовував би координатограф, щоб точно розрізати рубіліт (ламінований на прозорий пластик, такий як майлар), і ніж (X-Acto), щоб відшарувати відповідні ділянки, поки він лежав на світловому столі. Готові механічні шаблони Rubylith потім зменшували (на фотоплівку) до 100 разів, а потім повторювали на скляних пластинах для виробничого використання. Зазвичай виготовляли кілька таких масок, які потім використовували шар за шаром.
Невдовзі після 8008 Intel почала використовувати систему автоматизованого проектування Calma, яка працювала на міні-комп'ютері Data General ; Майстри виводу, можливо, деякий час залишалися Rubylith, але стали доступними інші варіанти виводу. Bell Telephone Laboratories, наприклад, мав фотоплоттер високої роздільної здатності. Індустрія інтегральних схем залишила Rubylith позаду для технологій, які були більш ефективними.
Деякі програми редагування цифрових зображень, які мають функції маскування, можуть використовувати червоне накладання для позначення замаскованих областей, імітуючи використання справжньої плівки Rubylith.

## Виробництво

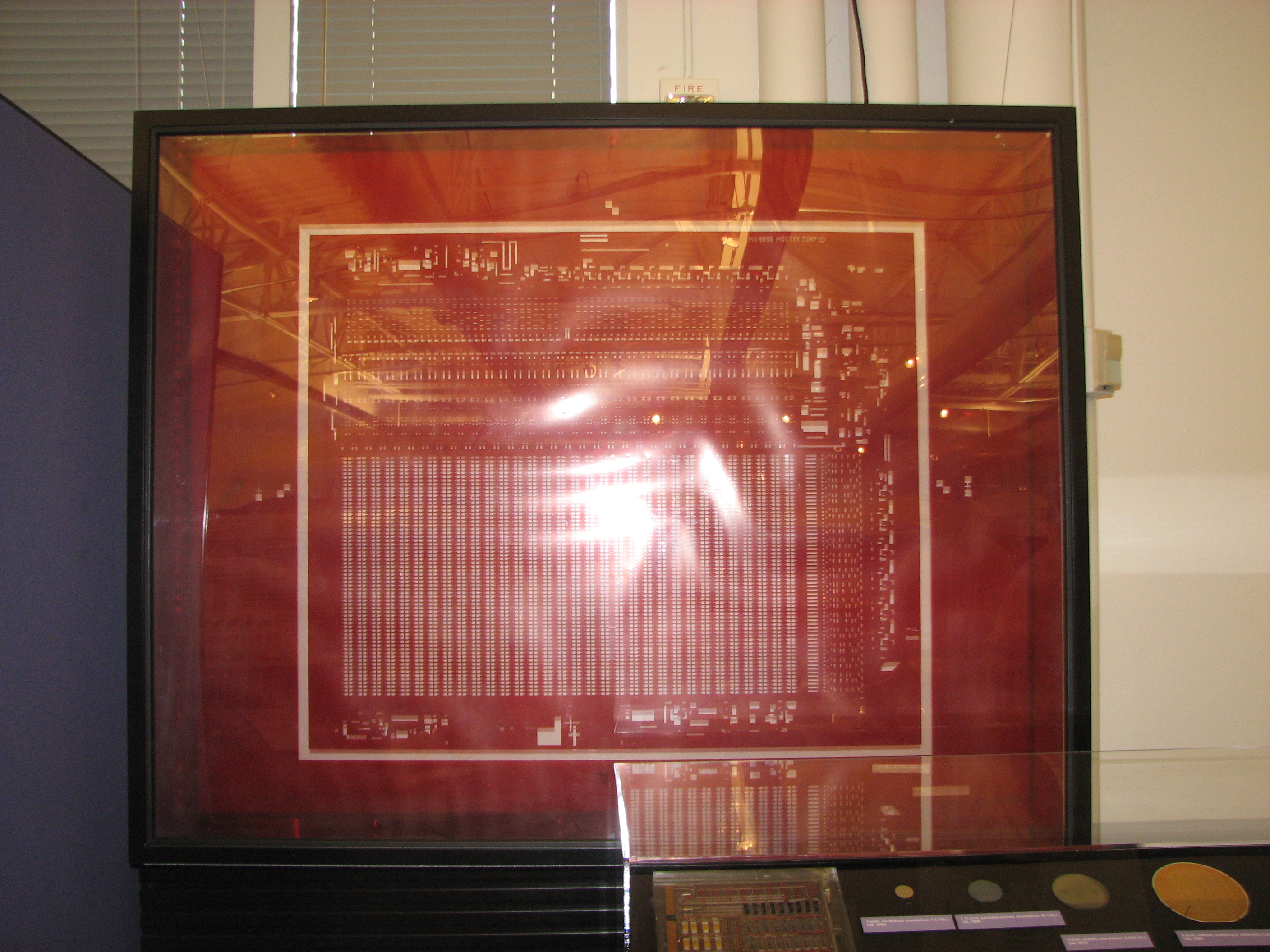
Рубілітове трасування інтегральної схеми.

IntelПриблизно десять років, починаючи з 1968 року, інженери Intel використовували намальовані вручну рубілітові схеми для виробництва своєї першої лінійки продуктів: пам'ять SRAM, DRAM і EPROM ; відомі мікросхеми, виготовлені з використанням рубіліту, включають: 
- Intel 3101, перший продукт Intel, пристрій SRAM [6]
- Intel 4004[7] [a]
- Intel 8008 (уроджена 1201)
- Intel 8080 [a]
- Intel 8085 [6]
- Intel 8086 [6]

Зілог
- Z80 [b][9] [a]

Технологія MOS
- MOS 6502 (макет Білла Менша)[4][10]